# Nadšroubovicové vinutí

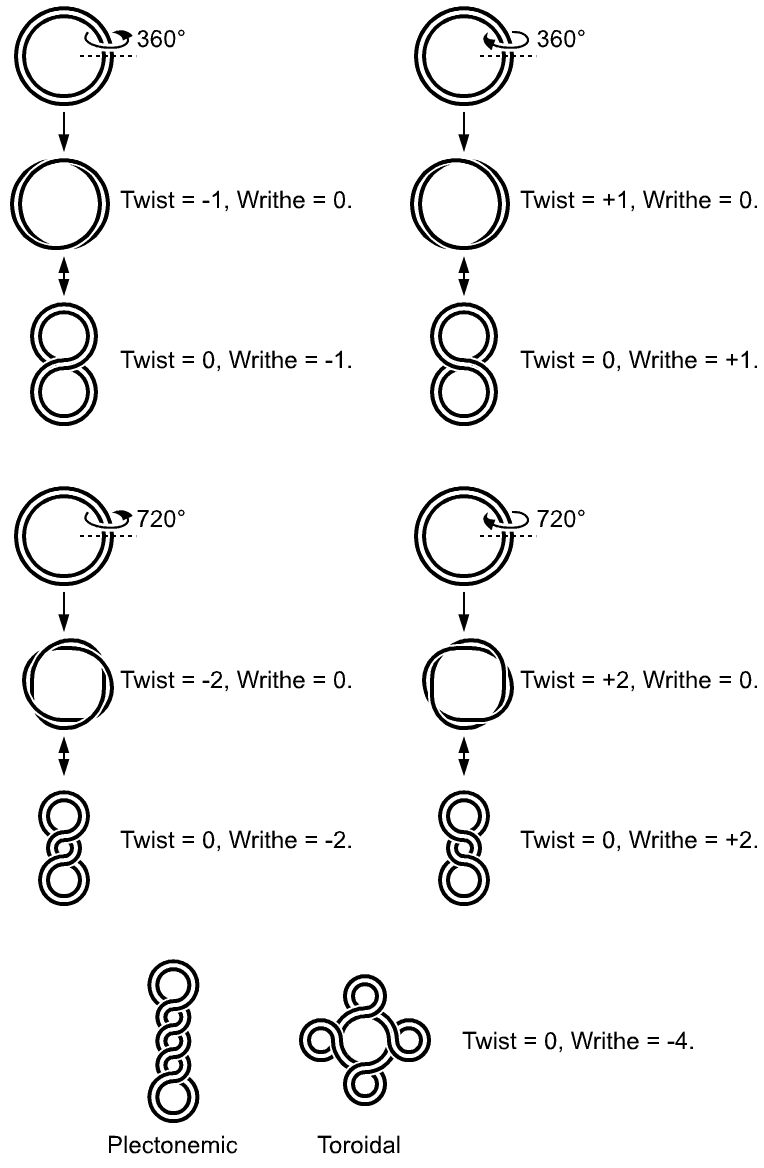
Různé stupně nadšroubovicového vinutí DNA

Nadšroubovicové vinutí (supercoiling nebo superhelix) je dodatečné vinutí již existující dvoušroubovice DNA. Podobné struktury bude vytvářet třeba i gumový kroužek, který několikrát převineme přes sebe.
Celkový počet vinutí (L) je potom dáno součtem dvoušroubovicového čísla (T, obvykle počet otáček běžné dvoušroubovice B-DNA) a tzv. nadšroubovicového čísla (W). Zmíněné nadšroubovicové číslo slouží jako měřítko superhelicity DNA, jedná se vlastně o počet otáček osy dvoušroubovice kolem osy nadšroubovice. Negativní supercoiling vzniká tehdy, když se nadšroubovice stáčí proti směru hodinových ručiček, tedy naopak, než pravotočivá DNA dvoušroubovice běžné B-DNA. Pozitivní supercoiling má stejnou tendenci jako dvoušroubovice DNA.

## Během transkripce
Značný supercoiling vzniká během transkripce, kdy RNA polymeráza postupuje po dvoušroubovici DNA a rozplétá ji. Jenže na každou rozpletenou otočku DNA, která byla tvořena 10 nukleotidy v dvoušroubovici, vzniká na řetězci DNA jeden superhelix. Podmínkou je, že oba konce DNA musí být pevně zafixované, což je případ kruhové DNA bakterií, ale i lineárních eukaryotických chromozomů s T-smyčkami na konci. U eukaryot je nadšroubovice částečně odstraňována tím, že se vlivem supercoilingu poněkud rozvolňují nukleozomy. Nejdůležitějšími činiteli ve vzniku a zániku superhelikálního vinutí jsou ale DNA topoizomerázy, které jsou schopné vytvářet nebo odstraňovat negativní či pozitivní nadobrátky. U bakterií například speciální topoizomeráza (DNA gyráza) vytváří negativní supercoiling, aby se DNA udržovala co nejvolnější a bylo snazší ji rozplést.